# Borovskoe (Territorio dell'Altaj)
Borovskoe (in lingua russa Боровское) è un centro abitato del Territorio dell'Altaj, situato nell'Alejskij rajon.